# Гірнича промисловість Оману
Гірнича промисловість Оману

## Загальна характеристика
Гірнича промисловість сьогодні представлена в основному нафтогазодобувною галуззю, видобувають також мідь, хроміти, вапняк та інш.
Нафта і газ. Перше родовище нафти — Натіх, відкрите в 1963. У цьому ж році виявлені найбільші родовища Оману — Фахуд та Йібаль. На початку 1970-х рр. відкриті родовища в центральному районі, а в 1978-80 — на північному заході країни. Середня глибина свердловин 2500-3000 м. Видобуток нафти і газу в Омані проводиться з 1967. Практично всю свою нафту Оман експортує. Імпортери — Японія, країни Західної Європи, США. Нафтопереробна промисловість Оману має в своєму розпорядженні підприємство потужністю 2,5 млн т нафти на рік. Газ, що добувається використовується всередині країни (сумарна довжина газопроводів понад 300 км).
З 1996 р. в Омані здійснюється програма пошуково-розвідувальних робіт на газ (The Enhanced Gas Exploration program). П'ятирічним планом розвитку країни передбачено до 2005 р. збільшити запаси газу на 140 млрд м³. Державна компанія PDO відкрила в 2001 р. в центральній частині країни вкв. Каутер-1 (Kauther-1) найбільше газове родовище в Омані за останні шість років.
Таблиця 1. — Видобуток деяких непаливних видів мінеральної сировини в Омані, тис.т*
| Мінеральна сировина  | 1999     | 2000     | 2001     |
| Мармур               | 188,54   | 147,68   | 155,93   |
| Вапняк               | 3 497,05 | 3 808,63 | 3 294,04 |
| Гіпс                 | 180,12   | 131,90   | 30,60    |
| Сіль                 | 11,22    | 11,70    | 13,98    |
| Хроміт               | 26,00    | 15,11    | 30,15    |
| Латерит              | 47,07    | 32,58    | 83,12    |
| Золото, кг           | 597      | 604      | 603      |
| Срібло, кг           | -        | 306      | 289      |
| Будівельні матеріали | 15 682   | 22 448   | 21 181   |

## Окремі галузі
Нафтовидобуток. У 1997 щодня добувалося бл. 120 тис. т нафти. За таких темпів видобутку її запасів вистачить приблизно до 2013. У 1982 став до ладу перший нафтопереробний завод, пізніше почалося освоєння запасів природного газу.
Видобуток нафти на початку XXI ст. в країні падає. У 2002 р. він був на рівні 0,76 млн бар./добу (38 млн т/рік). Оманська державна нафтова компанія Petroleum Development Oman (PDO) планує видобуток нафти у 2007 р. на рівні 0,8 млн бар./добу (40 млн т/рік). Без сфокусованої програми, що включає в себе ГРР і облаштування нових родовищ, видобуток у 2005 р. впаде до 0,6 млн бар./добу (30 млн т/рік). Акціонерами PDO є оманська держава (60 %), Shell (34 %), TotalFinaElf (4 %) і Partex (2 %). [Інф. etroleum Economist. 2002. V.69, № 12].
Непаливні корисні копалини. У північних районах ведеться видобуток міді, хромітів (Oman Chromite Co.) і вапняку. Розробкою всіх твердих корисних копалин відає створена в 1977 компанія «Oman Mining Co.» («OMC»). Родовища руд міді в районах Сухар і Раках експлуатуються з 1982. На їх базі діє міделиварний завод продуктивністю 16-20 тис. т в рік, продукція якого експортується.
Дослідження і розвиток мінеральних ресурсів є компетенцією Міністерства Комерції і Індустрії Оману.